# Annam-Bachschildkröte

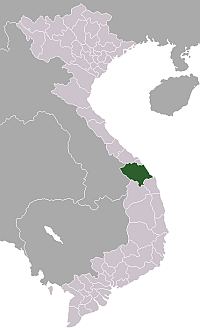
Lage der Quang Nam-Provinz in Vietnam

Die Annam-Bachschildkröte (Mauremys annamensis, Syn.: Cathaiemys annamensis, Annamemys annamensis) ist eine Art der Altwelt-Sumpfschildkröten und gehört zu der Gattung der Bachschildkröten (Mauremys). Es handelt sich um eine seltene, von der IUCN als stark gefährdet eingestufte Art, die auf ein kleines Gebiet in Vietnam begrenzt ist. Sie ist innerhalb der Altwelt-Sumpfschildkröten eine der größten Arten. Ihre Systematik ist bislang nicht abschließend geklärt. Zeitweise wurde sie zusammen mit der Gelben Sumpfschildkröte in der Gattung der Asiatischen Wasserschildkröten (Cathaiemys) geführt.

## Erscheinungsbild
Die Annam-Bachschildkröte hat eine Carapaxlänge von maximal 30 Zentimetern. Die Art unterscheidet sich von anderen Altwelt-Sumpfschildkröten durch die Färbung ihres Kopfes. Er ist dunkel und weist drei bis vier helle Längsstreifen auf, die an der Kopfseite verlaufen. Der Bauchpanzer ist gelb oder orange und hat auf jedem Schild einen schwarzen Farbfleck. Auf dem Rückenpanzer finden sich drei Längskiele. Die Füße haben Schwimmhäute.

## Lebensweise
Über die Lebensweise dieser Art ist bislang nur sehr wenig bekannt. Auf Grund ihres Körperbaus und ihres Lebensraumes schließt man, dass sie in oder in der Nähe von langsam fließenden oder stehenden Gewässern lebt. Sie gilt als Allesfresser, weil in Gefangenschaft gehaltene Tiere sowohl Früchte und Blätter als auch Fische und Würmer fressen. Die Weibchen dieser Art haben Gelege, die normalerweise ein bis acht Eier umfassen. Das größte bislang bekannte Gelege enthielt zwölf Eier. Die Jungtiere schlüpfen nach einer Inkubationszeit von 80 bis 90 Tagen.

## Verbreitung und Bestand
Die Annam-Bachschildkröte ist endemisch in einem kleinen Gebiet in der Quang-Nam-Provinz in Zentral-Vietnam. Noch in den 1930er Jahren galt sie als häufig vorkommende Art und kam unter anderem in der Nähe von Da Nang vor. Eine nach 1941 durchgeführte Felduntersuchung konnte jedoch schon keine wildlebenden Individuen mehr finden. Da sie jedoch immer wieder auf Lebensmittelmärkten in China und in Hongkong auftauchte, galt sie als noch nicht ausgestorben. Verschiedentlich wurden gerade in den 1980er und 1990er Jahren Tiere nach Europa und in die USA importiert. Diese kamen größtenteils in die Obhut versierter Schildkrötenhalter und bald stellten sich erste Nachzuchterfolge ein.

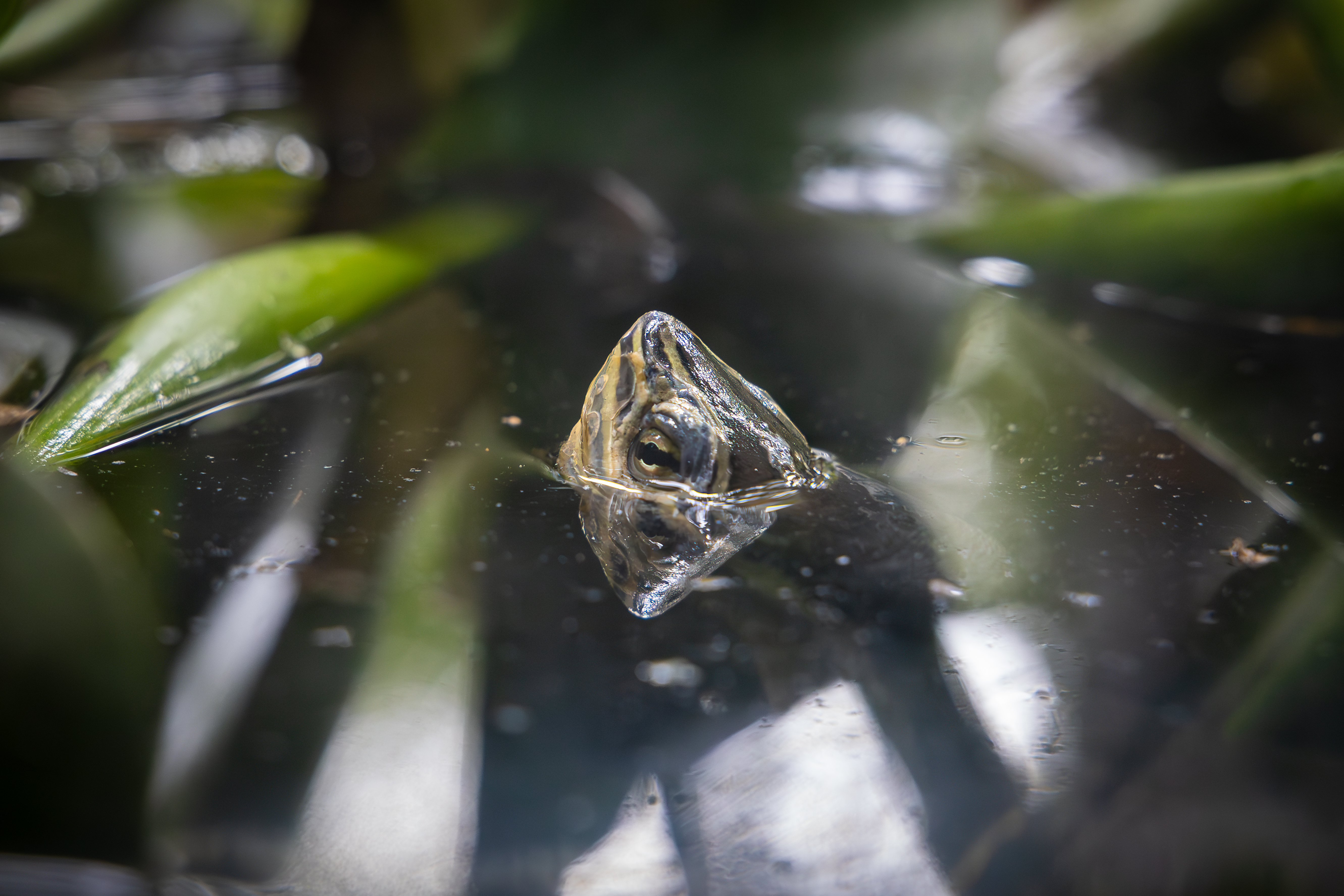
Auftauchende Mauremys annamensis im Cuc Phuong Turtle Conservation Center

Im Jahre 2006 wurde eine isolierte Population von Annam-Bachschildkröten in der Nähe von Hội An gefunden. Die Art wird zwischenzeitlich auf einer Schildkrötenfarm auf der chinesischen Insel Hainan gezüchtet, wobei hier unglücklicherweise häufig Hybriden mit der Schwesterart Mauremys mutica auftreten. Die Annam-Schildkröte wird – jedoch nur in geringen Stückzahlen – auch im Cuc Phuong Turtle Conservation Center im Cuc-Phuong-Nationalpark in Nordvietnam nachgezogen. In Europa und in den USA wird Mauremys annamensis heute vor allem von verschiedenen Privathaltern sowie im Internationalen Zentrum für Schildkrötenschutz im Zoo Münster sehr erfolgreich vermehrt, sodass zumindest das Überleben der Art in Gefangenschaft sichergestellt ist. In der Natur ist sie trotzdem unmittelbar vom Aussterben bedroht, da die Wilderei dieser Schildkrötenart bislang nicht unterbunden werden konnte. Sollte dies gelingen, könnten Tiere aus europäischen und amerikanischen Nachzuchten wieder in die Freiheit entlassen werden. Der Zoo von Taipeh in Taiwan betreibt ein Zucht- und Wiederauswilderungsprogramm in Partnerschaft mit europäischen Züchtern.

## Nachweise